# T. T. Boy
T.T. Boy (nacido el 30 de abril de 1968) es el nombre artístico de un actor porno estadounidense que ha protagonizado más de 1.500 películas para adultos. Hizo su debut en un vídeo para adultos en 1989, ganó dos veces el premio Male Performer of the Year de XRCO, y fue nombrado el artista del año en 1996 por AVN.
T.T. Boy es conocido en Latinoamérica por la serie de películas "Hot Latin Pussy Adventures" bajo el sello "T.T. Boy Productions" y donde comparte créditos con Nacho Vidal.

## Premios
- 1992 - Best Group Sex Scene - Video - (Realities 2, Ashlyn Gere, Marc Wallice and T.T. Boy)
- 1993 - Best Couples Sex Scene - Video - (Bikini Beach, Sierra y T.T. Boy)
- 1995 - Best Couples Sex Scene - Film - (Blue Movie, Jenna Jameson y T.T. Boy)
- 1996 - Male Performer of the Year - (Video: Adult Video News Awards 1996)
- 1996 - Most Outrageous Sex Scene - (Shock, Shayla LaVeaux, T.T. Boy y Vince Vouyer)
- 2009 - Urban X Hall of Fame[1]